# Попов, Александр Сергеевич (конструктор)
Александр Сергеевич Попо́в (1913—1995) — советский конструктор вооружений, один из создателей «Катюши».

## Биография
С 1935 года работал в Реактивном институте (РНИИ, НИИ-3).
С 1937 года — в отделе под руководством Гвай, Иван Исидорович в составе группы: Павленко, Алексей Петрович, Попов, Александр Сергеевич, Владимир Николаевич Галковский.
Участник создания реактивных миномётов залпового огня «Катюша» (конструкция пусковой установки). Присутствовал при первом применении реактивных установок 14 июля 1941 года у Орши.

## Награды и премии
- Сталинская премия II степени (14 марта 1941) — за изобретение по вооружению самолётов
- Орден Красной Звезды (28 июля 1941)